# Фомін Андрій Миколайович
Андрій Миколайович Фомін (нар. 14 листопада 1977) — український ковзаняр. Він брав участь у трьох змаганнях на зимових Олімпійських іграх 2002 року. На дистанціях 500, 1000 і 1500 метрів посів, відповідно, 29-те, 37-ме і 43-тє місця.